# Аделаар, Карл Александер
Карл Александер Аделаар (нидерл. Karl Alexander Adelaar) (11 февраля 1953, Гаага) — нидерландский востоковед.

## Краткая биография
В 1974 году окончил Лейденский университет, где изучал индонезийскую филологию. В 1977 году защитил магистерскую, а в 1985 году — докторскую диссертацию. Позднее работал преподавателем индонезийского языка в этом же университете, а также в разных университетах Австралии и Германии. До 2009 года являлся ведущим научным сотрудником в Азиатском Институте Мельбурнского университета.
В дальнейшем работал научным сотрудником в Институтах повышения квалификации в Бельгии (2010) и Нидерландах (2013), Национальном этнографическом музее в Осаке (2011), Токийском университете иностранных языков (2014—2015) и в Кёльнском университете (2016). Представлял Австралию в Международном совете по малайскому языку в 2000—2004 годах и с 2014 года.

## Исследовательская деятельность
Занимается сравнительно-историческим исследованием австронезийских языков, в частности отдельных их групп, и особенно малайской. Внес вклад в изучение структуры и истории австронезийских языков с акцентом на языки Борнео и Тайваня. Реконструкции праязыка этой группы посвятил монографию «Proto-Malayic», признанную в качестве докторской диссертации. Исследовал влияние малайского языка на малагасийский язык (Мадагаскар). В начале научной деятельности разработал фонологическую реконструкцию праязыка батакских языков.
В настоящее время участвует в исследовании лингвистической и миграционной истории Мадагаскара на основе гранта Австралийского исследовательского совета. Опубликовал более 70 книг, монографий и статей.

## Основные труды[4]
- Mensenrechten in Indonesië: een document uit Atjeh (a case of Human Rights violation in Aceh, Indonesia), 1981, Leiden: INDOC (with H. Borkent).
- Proto-Malayic: the reconstruction of its phonology and parts of its morphology and lexicon. Pacific Linguistics C-119, Canberra: Research School of Pacific Studies, Dept. of Linguistics, A.N.U., 1992. (Revised edition of 1985 Ph.D thesis.)
- Bahasa Melayik Purba. Jakarta: Pusat Pembinaan dan Pengembangan Bahasa / Leiden: the University (translation of Proto-Malayic (1992) into Indonesian), 1994.
- Comparative Austronesian Dictionary (5 vols), 1994, Berlin: Mouton — de Gruyter.
- Between worlds: Linguistic papers in memory of David John Prentice. Edited by A. Clynes, C. Grimes, M.D. Ross and D. Tryon (editor-in-chief). 2002, Canberra: Pacific Linguistics (with Robert Blust).
- Salako or Dameà. Sketch grammar, texts and lexicon of a Kanayatn dialect in West Borneo, 2005, Wiesbaden: Otto Harrassowitz
- The Austronesian languages of South East Asia and Madagascar 2005, London: Routledge/Curzon (with N. Himmelmann)ISBN 978-0415681537.